# Himanta Biswa Sarma

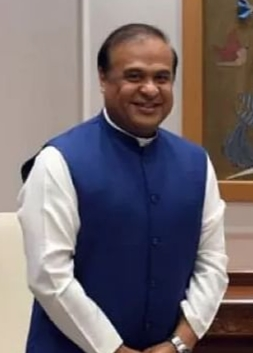
Himanta Biswa Sarma, 2022

Himanta Biswa Sarma (assamesisch হিমন্ত বিশ্ব শৰ্মা; * 1. Februar 1969 in Guwahati, Assam, Indien) ist ein indischer Politiker. Seit dem 10. Mai 2021 ist er Chief Minister des Bundesstaats Assam.

## Biografie
Sarma wurde als Sohn von Kailash Nath Sarma und dessen Frau Mrinalini Devi geboren. Er wuchs in Assam auf und studierte Rechtswissenschaft an der Cotton University in Guwahati. Dort erwarb er die akademischen Grade eines Magisters (M.A.), eines Bachelor of Laws (LL.B.) und einen Doktortitel (Ph.D.).

### Politische Anfänge in der Kongresspartei
Sarma wurde erstmals während der Zeit der Assam-Bewegung (1979–1985), einer ethnischen Regionalbewegung, die sich gegen die massive illegale Immigration nach Assam richtete, als Mitglied der All Assam Student's Union (AASU) politisch aktiv. Danach wurde er Mitglied der Kongresspartei und bekleidete dort verschiedene Funktionen, u. a. die des Generalsekretärs des Assam Pradesh Youth Congress, der Kongresspartei-Jugendorganisation in Assam und die des Sekretärs der Assam Pradesh Congress Committee. Bei der Wahl zum Regionalparlament in Assam 1996 trat er erstmals als Kandidat der Kongresspartei im Wahlkreis 51-Jalukbari an, verlor aber deutlich gegen den AGP-Kandidaten. Bei der folgenden Wahl war er im selben Wahlkreis gegen denselben, mittlerweile zur NCP gewechselten Kandidaten erfolgreich und wurde Abgeordneter im Parlament von Assam. Den Wahlkreis konnte er bei den folgenden Wahlen 2006 und 2011 für die Kongresspartei behaupten. In den Kongressapartei-geführten Regierungen unter dem langjährigen Chief Minister Tarun Gogoi bekleidete er verschiedene Regierungsämter, darunter ab dem 7. Juni 2002 das eines Staatssekretärs (Minister of State) für Landwirtschaft, Planung und Entwicklung und ab dem 1. September 2004 das eines Staatssekretärs für Finanzen, Planung und Entwicklung, ab dem 19. Mai 2006 das eines Ministers für Gesundheitswesen, Familienwohlfahrt, Entwicklung von Guwahati, Informationstechnologie, Wissenschaft und Technologie, sowie ab dem 27. Mai 2011 das eines Ministers für Gesundheitswesen, Familienwohlfahrt, Erziehungswesen und Implementierung des Assam-Abkommens.

### Wechsel zur BJP
Im Mai 2012 trat Gaurav Gogoi, der damals 30-jährige Sohn des Chef Ministers, der Kongresspartei bei. Es wurde danach deutlich, dass sein Vater versuchte, ihn zu seinem Nachfolger im Amt des Chief Ministers aufzubauen. Es kam zu zunehmenden Differenzen zwischen Sarma und dem Chief Minster bzw. dessen Sohn, da ersterer sich ebenfalls Hoffnungen gemacht hatte, den über 70-jährigen Tarun Gogoi politisch zu beerben. Am 21. Juli 2014 trat Sarma von seinem Ministeramt zurück, und am 23. August 2015 erklärte er, dass er von der Kongresspartei zur Bharatiya Janata Party (BJP) wechseln werde. Am 15. September 2015 gab er auch sein Abgeordnetenmandat zurück. In einem offenen Brief an Sonia Gandhi, die Vorsitzende der Kongresspartei nannte Sarma als Grund für seinen Parteiwechsel die „familienzentrierte“ Politik und das „Fehlen von Demokratie“ in der Kongresspartei. Sarmas Parteiwechsel geschah vor dem Hintergrund einer sich infolge der „Modi-Welle“ nach der Parlamentswahl 2014 in ganz Indien im Aufwind befindlichen BJP. Zehn Parlamentsabgeordnete des Parlaments von Assam traten ebenfalls aus der Kongresspartei aus.
Bei der Parlamentswahl 2016 in Assam, die erstmals von der BJP gewonnen wurde, war Sarma als BJP-Kandidat erneut im Wahlkreis 51-Jalukbari erfolgreich. Im Kabinett des neuen BCP-Chief Ministers Sarbananda Sonowal erhielt er das Ministerressort Finanzen.

### Chief Minister ab 2021
Auch die folgende Parlamentswahl 2021 in Assam wurde wieder von der BJP gewonnen. Nach der Wahl wurden die lokalen BJP-Parteigrößen ins BJP-Parteihauptquartier nach Delhi einbestellt und wenige Tage später wurde bekannt, dass die BJP-Führung sich für Sarma als neuen Chief Minister entschieden hatte. Am 10. Mai 2021 wurde dieser als 15. Chief Minister des Bundesstaats Assam an der Spitze einer Koalitionsregierung aus BJP, AGP und United People’s Party Liberal (UPPL) vereidigt.

## Persönliches
Sarma heiratete am 7. Juli 2001 seine Frau Riniki Bhuyan. Mit ihr hat er einen Sohn und eine Tochter. Er ist sportinteressiert und Vorsitzender der Assam Hockey Association, der Assam Badminton Association und stellvertretender Vorsitzender der Assam Cricket Association.